# 宮武一夫
宮武 一夫（みやたけ かずお、1914年9月20日 - 2009年10月10日 ）は、日本の経営者、薬学博士。

## 来歴・人物
香川県大川郡長尾町出身。1935年に徳島高等工業学校応用化学科製薬化学部を卒業し、同年に第一製薬に入社。1965年に取締役に就任し、常務、専務を経て、1976年6月に社長に就任した。1985年6月に会長に就任し、1989年7月から相談役を務めた。
1990年4月に勲三等旭日中綬章を受章した。
2009年10月10日肺癌のために死去。95歳没。